# Phintella
Phintella Strand, 1906 è un genere di ragni appartenente alla famiglia Salticidae.

## Distribuzione
Le 41 specie oggi note sono diffuse in Europa, Asia e Africa.
In Italia è stata reperita una sola specie di questo genere, La P. castriesiana

## Tassonomia

Phintella versicolor, maschio, visuale frontale

A dicembre 2010, si compone di 41 specie e 1 sottospecie:
1. Phintella abnormis (Bösenberg & Strand, 1906) — Russia, Cina, Corea, Giappone
2. Phintella accentifera (Simon, 1901) — India, Cina, Vietnam
3. Phintella aequipeiformis Zabka, 1985 — Cina, Vietnam
4. Phintella aequipes (Peckham & Peckham, 1903) — Africa orientale e meridionale
  - Phintella aequipes minor (Lessert, 1925) — Africa orientale
5. Phintella africana Wesolowska & Tomasiewicz, 2008 — Etiopia
6. Phintella arenicolor (Grube, 1861) — Russia, Cina, Corea, Giappone
7. Phintella argenteola (Simon, 1903) — Vietnam
8. Phintella assamica Prószynski, 1992 — India
9. Phintella bifurcata Prószynski, 1992 — India
10. Phintella bifurcilinea (Bösenberg & Strand, 1906)[3] — Cina, Corea, Vietnam, Giappone
11. Phintella bunyiae Barrion & Litsinger, 1995 — Filippine
12. Phintella caledoniensis Patoleta, 2009 — Nuova Caledonia
13. Phintella castriesiana (Grube, 1861) — Regione paleartica (presente in Italia)
14. Phintella cavaleriei (Schenkel, 1963) — Cina, Corea
15. Phintella clathrata (Thorell, 1895) — Birmania
16. Phintella coonooriensis Prószynski, 1992 — India
17. Phintella debilis (Thorell, 1891) — dall'India a Taiwan, Giava
18. Phintella dives (Simon, 1899) — Sumatra
19. Phintella hainani Song, Gu & Chen, 1988 — Cina
20. Phintella incerta Wesolowska & Russell-Smith, 2000 — Tanzania
21. Phintella indica (Simon, 1901) — India
22. Phintella leucaspis (Simon, 1903) — Sumatra
23. Phintella linea (Karsch, 1879) — Russia, Cina, Corea, Giappone
24. Phintella lucai Zabka, 1985 — Vietnam
25. Phintella lucida Wesolowska & Tomasiewicz, 2008 — Etiopia
26. Phintella lunda Wesolowska, 2010 — Angola
27. Phintella macrops (Simon, 1901) — India
28. Phintella multimaculata (Simon, 1901) — Sri Lanka
29. Phintella mussooriensis Prószynski, 1992 — India
30. Phintella nilgirica Prószynski, 1992 — India
31. Phintella parva (Wesolowska, 1981) — Russia, Cina, Corea
32. Phintella piatensis Barrion & Litsinger, 1995 — Filippine
33. Phintella planiceps Berry, Beatty & Prószynski, 1996 — Isole Caroline
34. Phintella popovi (Prószynski, 1979) — Russia, Cina, Corea
35. Phintella pygmaea (Wesolowska, 1981) — Cina
36. Phintella reinhardti (Thorell, 1891) — Isole Nicobare
37. Phintella suavis (Simon, 1885) — dal Nepal alla Malesia
38. Phintella suknana Prószynski, 1992 — India
39. Phintella versicolor (C. L. Koch, 1846) — Cina, Corea, Taiwan, Giappone, Sumatra, Hawaii
40. Phintella vittata (C. L. Koch, 1846) — dall'India alle Filippine
41. Phintella volupe (Karsch, 1879) — Sri Lanka, Bhutan

### Specie trasferite
- Phintella caprina (Simon, 1903); trasferita al genere Telamonia[1].
- Phintella micans Caporiacco, 1935; trasferita al genere Chalcoscirtus[1].
- Phintella tibialis Zabka, 1985; trasferita al genere Chinattus[1].